# Frank Schaafsma
Franciscus Eduardus Johannes (Frank) Schaafsma (Hilversum, 27 november 1964 – 18 mei 2024) was een Nederlands acteur en muzikant.
Schaafsma brak in 1984 door met een hoofdrol in de film Schatjes!. In de serie Spijkerhoek was hij te zien in de rol van Jaap Sythoff en vanaf het tweede seizoen in de serie We zijn weer thuis als Jaap Klinkhamer. Aan het einde van seizoen 4 ontmoet hij voor het eerst zijn vader en blijkt hij Jacobus Pal te heten.
Verder was Schaafsma vooral te zien in bijrollen, onder andere in de films Bastille (1985), Field of Honor (1986), Moordspel (1987), Wilde harten (1989), De jongen die niet meer praatte (1996) en De zwarte meteoor (2000) en de series Spijkerhoek, Bureau Kruislaan, Combat, Flikken Maastricht, Westenwind, Vrienden voor het leven, Goede tijden, slechte tijden en Oppassen!!!
Als musicus speelde Schaafsma als bassist in verschillende Nederlandse bands, waaronder Drukwerk, Bertje Beenens Bloedgroep en The Koffers. Met onder anderen Bertje Beenen vormde hij in 2004 de groep Trio d'auwelul. Ook was hij verbonden aan het theatergezelschap Orkater en trad hij op met de Liedjesband van Dirk Scheele. Met deze groep was hij in 2004 te zien in de voorstelling Sinterklaas Pakt Uit.
Schaafsma overleed in mei 2024 op 59-jarige leeftijd.
- Virtual International Authority File: 281108350